# Odontaspis noronhai
O Odontaspis noronhai, conhecida como mangona-preta, é uma espécie de tubarão da família Odontaspididae.

## Ecologia
O mangona-preta tem distribuição ao longo dos oceanos Índo-Pacífico e Atlântico, e é considerada a espécie lamniforme existente mais raramente capturada, com um baixo número de registros. Geralmente vivem em de plataformas continentais perto de águas abertas profundas entre 35 e 1.000 m.

O maior indivíduo de registrado atingia 3,6 m de comprimento.